# Sprinkler

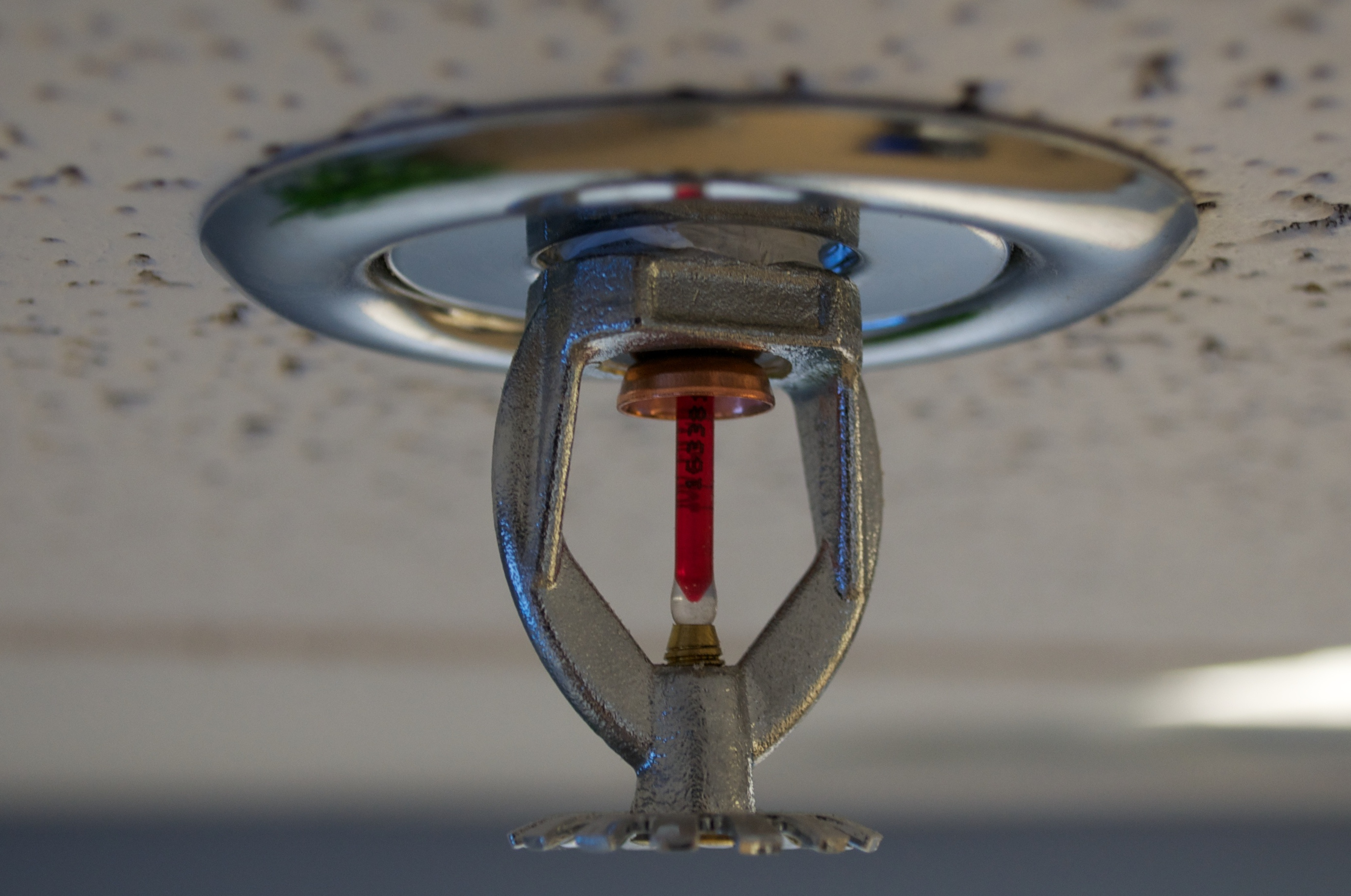
Sprinklerhuvud

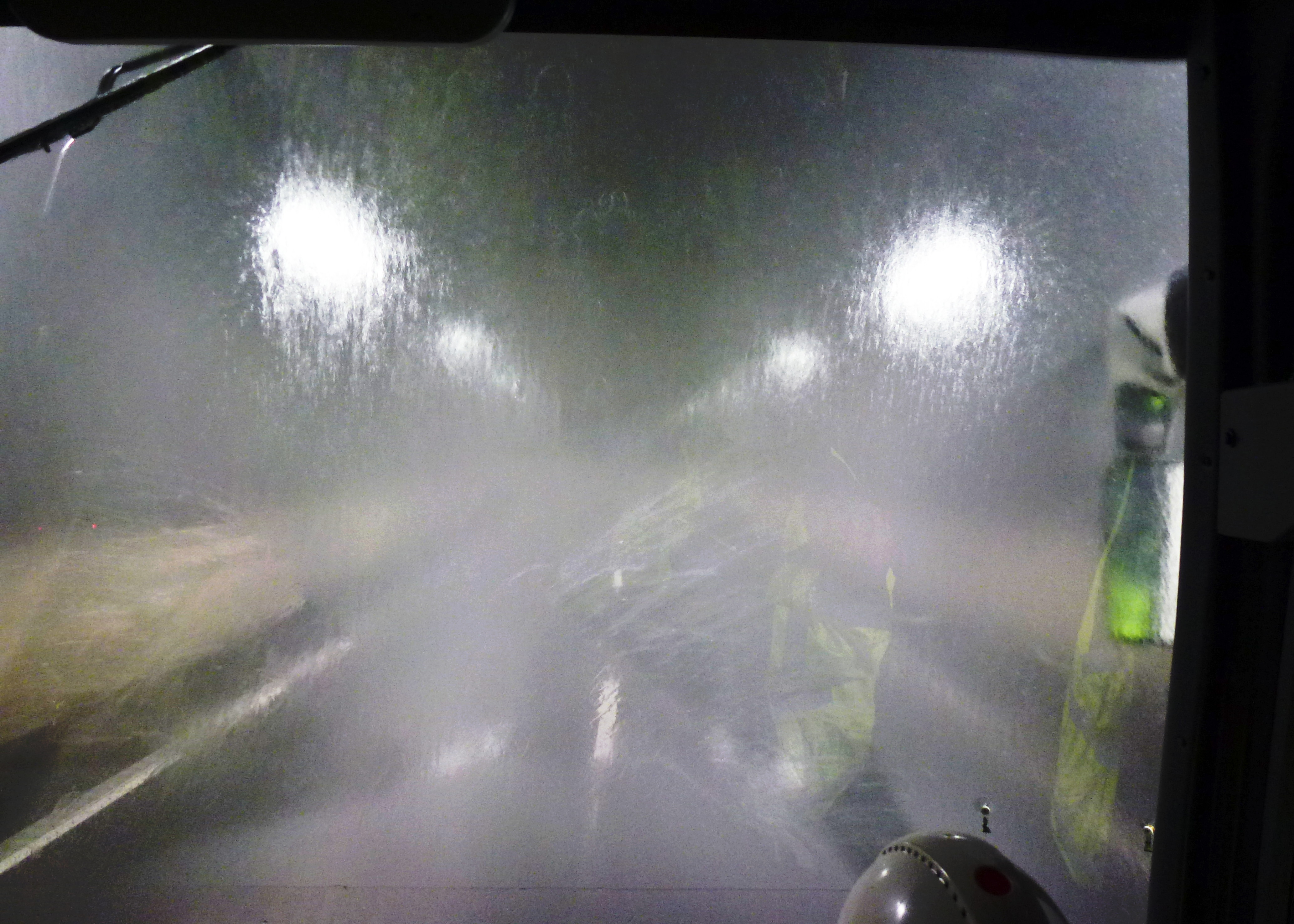
Test av sprinkleranläggningen i Norra länkens tunnel.

Sprinkler (eller sprinklersystem) är en anordning som, mer eller mindre automatiskt, sprutar vatten för att släcka en uppkommen brand. Systemet består av ett antal sprinklermunstycken (sprinklerhuvud) som monterats högt i ett utrymme. I munstyckena finns en utlösningsanordning bestående av en legering som smälter vid relativt låg temperatur (ofta cirka 68 °C) eller en glasampull med en vätska som expanderar eller sprängs vid samma temperatur. Efter utlösningen sprids vatten i olika stora droppar beroende på typ av munstycke.
Man skiljer på torrsprinkler där röret fram till sprinklern inte är fylld med vatten och våtsprinkler där röret är trycksatt med vatten fram till sprinklerhuvudet. Torrsprinkler är lämpligt exempelvis i utrymmen med frysrisk. Risken för korrosion minskar även i torrsprinklersystem. Torrsprinkler är oftast trycksatta med gas/luft och när trycket försvinner (sprinklerhuvudet löser ut enligt ovan) släpps vattnet på eller en pump startas.
Regler om hur systemen ska utföras finns bland annat hos Svenska Brandskyddsföreningen (SBF) och National Fire Protection Assocation (NFPA).